# Герб Райківщини
Герб Райківщини — геральдичний символ населених пунктів Богданівської сільської ради Яготинського району Київської області (Україна): Райківщини, Розумівки і Рокитного. Герб затверджений сесією сільської ради (автор — О. Желіба).

## Опис
У срібному полі на зеленому пагорбі дуб із зеленим листям та золотими жолудями, пронизаний двома залізними шаблями в андріївський хрест, під пагорбом відділена срібною ниткою синя хвиля. Щит накладено на бароковий картуш, що увінчаний золотою хлібною короною. Допускається використання герба без картуша та корони.
Допускається використання герба з додаванням рослинного декору та, синьої стрічки з написом срібними літерами «РАЙКІВЩИНА».

## Трактування
- шаблі увігнані у дуб коло річки — згадка про двох козаків, Ройка та Черчикала, які на р. Іржавець поставили свій хутір і дали початок селу;
- дуб — символ моці, сили стійкості, українського козацтва, священне дерево-оберіг давніх слов'ян;
- шаблі — символ відваги, сміливості, мужності, завзяття, дружби, готовності збройно захищати свою Батьківщину;
- хвиля — втілення річки Іржавець, символ життя, очищення, здоров'я;
- картуш — декоративна прикраса, що виконана в стилі козацького бароко; згадка про те, що село було засноване саме в козацькі часи;
- золота хлібна корона — символ місцевого самоврядування й достатку мешканців села.